# Dichocrocis clytusalis
Dichocrocis clytusalis is een vlinder uit de familie van de grasmotten (Crambidae). De wetenschappelijke naam van deze soort is voor het eerst voorgesteld door Francis Walker in een publicatie uit 1859.
De spanwijdte bedraagt ongeveer 2 centimeter.

## Verspreiding
De soort komt in de oostelijke helft van Australië voor.

## Waardplanten
De rups leeft op Brachychiton rupestris, Brachychiton acerifolius, Brachychiton populneus (Sterculiaceae).